# Taylorjeva vrsta
Taylorjeva vŕsta [téjlorjeva ~] v matematiki neskončno mnogokrat odvedljive realne (ali kompleksne) funkcije f določena na odprtem intervalu (a-r, a+r) je potenčna vrsta:
{\displaystyle \sum _{n=0}^{\infty }{\frac {f^{(n)}(a)}{n!}}(x-a)^{n}\!\,,}
kjer je n! fakulteta n in f (n)(a) n-ti odvod f v točki a.
Če ta vrsta konvergira za vsak x v intervalu (a-r, a+r) in je vsota enaka f(x), se funkcija f(x) imenuje analitična. Da se ugotovi ali vrsta konvergira k f(x), se po navadi vzame ocene člena ostanka Taylorjevega izreka. Funkcija je analitična, če in samo če se jo lahko predstavi kot potenčno vrsto. Koeficienti v takšni potenčni vrsti so potem nujno tisti iz zgornje enačbe Taylorjeve vrste.
Če je a = 0, se vrsta imenuje tudi Maclaurinova vrsta.
Pomembnost prikaza takšne potenčne vrste je trojna. Potenčno vrsto se lahko prvič odvaja in integrira po členih, kar je še posebej lahko. Analitično funkcijo se lahko drugič izključno nadaljuje na holomorfno funkcijo, določeno na odprtem disku v kompleksni ravnini, kjer se pridobi celotne postopke kompleksne analize. In tretjič (odrezano) vrsto se lahko uporabi pri izračunu približnih vrednosti funkcije.
Obstajajo primeri neskončno mnogokrat odvedljivih funkcij f(x), katerih Taylorjeve vrste konvergirajo, vendar niso enake f(x). Na primer vsi odvodi f(x) = exp(-1/x²) so v x = 0 enaki nič, tako, da je Taylorjeva vrsta f(x) enaka nič in njen polmer konvergence je neskončen, četudi funkcija prav gotovo ni enaka nič. V kompleksnem funkcija ni odvedljiva, niti omejena ne.
Nekaterih funkcij se ne da zapisati s Taylorjevimi vrstami, ker vsebujejo singularnost. V takšnih primerih se jo lahko še vedno razvije v vrsto, če se dovoli tudi negativne potence spremenljivke x (glej Laurentova vrsta). Na primer funkcijo f(x) = exp(-1/x²) se lahko zapiše kot Laurentovo vrsto.
Parker-Sockackijev izrek je nedaven napredek pri iskanju Taylorjevih vrst, ki so rešitve diferencialnih enačb. Ta izrek je razširitev Picardove iteracije.

### Seznam Taylorjevih vrst
Naštetih je nekaj pomembnih Taylorjevih vrst. Vsi razvoji veljajo tudi za kompleksne argumente x.
Eksponentna funkcija in naravni logaritem:
{\displaystyle e^{x}=\sum _{n=0}^{\infty }{\frac {x^{n}}{n!}}\quad {\mbox{ za vse }}x\!\,}
{\displaystyle \ln(1+x)=\sum _{n=1}^{\infty }{\frac {(-1)^{n+1}}{n}}x^{n}\quad {\mbox{ za }}\left|x\right|<1\!\,}
Geometrična vrsta:
{\displaystyle {\frac {1}{1-x}}=\sum _{n=0}^{\infty }x^{n}\quad {\mbox{ za }}\left|x\right|<1\!\,}
Binomski izrek:
{\displaystyle (1+x)^{\alpha }=\sum _{n=0}^{\infty }C(\alpha ,n)x^{n}\quad {\mbox{ za vse }}\left|x\right|<1\quad {\mbox{ in vse kompleksne }}\alpha \!\,}
Trigonometrične funkcije:
{\displaystyle \sin x=\sum _{n=0}^{\infty }{\frac {(-1)^{n}}{(2n+1)!}}x^{2n+1}\quad {\mbox{ za vse }}x\!\,}
{\displaystyle \cos x=\sum _{n=0}^{\infty }{\frac {(-1)^{n}}{(2n)!}}x^{2n}\quad {\mbox{ za vse }}x\!\,}
{\displaystyle {\textrm {tg}}\;x=\sum _{n=1}^{\infty }{\frac {B_{2n}(-4)^{n}(1-4^{n})}{(2n)!}}x^{2n-1}\quad {\mbox{ za }}\left|x\right|<{\frac {\pi }{2}}\!\,}
{\displaystyle \sec x=\sum _{n=0}^{\infty }{\frac {(-1)^{n}E_{2n}}{(2n)!}}x^{2n}\quad {\mbox{ za }}\left|x\right|<{\frac {\pi }{2}}\!\,}
{\displaystyle {\textrm {arc}}\sin x=\sum _{n=0}^{\infty }{\frac {(2n)!}{4^{n}(n!)^{2}(2n+1)}}x^{2n+1}\quad {\mbox{ za }}\left|x\right|<1\!\,}
{\displaystyle {\textrm {arc}}\;{\textrm {tg}}\;x=\sum _{n=0}^{\infty }{\frac {(-1)^{n}}{2n+1}}x^{2n+1}\quad {\mbox{ za }}\left|x\right|<1\!\,}
Hiperbolične funkcije:
{\displaystyle {\textrm {sh}}\;x=\sum _{n=0}^{\infty }{\frac {1}{(2n+1)!}}x^{2n+1}\quad {\mbox{ za vse }}x\!\,}
{\displaystyle {\textrm {ch}}\;x=\sum _{n=0}^{\infty }{\frac {1}{(2n)!}}x^{2n}\quad {\mbox{ za vse }}x\!\,}
{\displaystyle {\textrm {th}}\;x=\sum _{n=1}^{\infty }{\frac {B_{2n}4^{n}(4^{n}-1)}{(2n)!}}x^{2n-1}\quad {\mbox{ za }}\left|x\right|<{\frac {\pi }{2}}\!\,}
{\displaystyle {\textrm {sh}}^{-1}\;x=\sum _{n=0}^{\infty }{\frac {(-1)^{n}(2n)!}{4^{n}(n!)^{2}(2n+1)}}x^{2n+1}\quad {\mbox{ za }}\left|x\right|<1\!\,}
{\displaystyle {\textrm {th}}^{-1}\;x=\sum _{n=0}^{\infty }{\frac {1}{2n+1}}x^{2n+1}\quad {\mbox{ za }}\left|x\right|<1\!\,}
Lambertova funkcija W:
{\displaystyle W_{0}(x)=\sum _{n=1}^{\infty }{\frac {(-n)^{n-1}}{n!}}x^{n}\quad {\mbox{ za }}\left|x\right|<{\frac {1}{e}}\!\,}
Števila Bk v razvoju tg(x) in th(x) so Bernoullijeva števila. C(α,n) v binomskem razvoju so binomski koeficienti. Ek v razvoju sec(x) so Eulerjeva števila.